# Institut Friedrich-Loeffler
 (novembre 2020).
Si vous disposez d'ouvrages ou d'articles de référence ou si vous connaissez des sites web de qualité traitant du thème abordé ici, merci de compléter l'article en donnant les références utiles à sa vérifiabilité et en les liant à la section « Notes et références ».
L'institut Friedrich-Loeffler (FLI) est le principal organisme fédéral allemand de recherche sur la santé animale. Il est l'autorité fédérale indépendante hiérarchiquement la plus élevée, sous tutelle du ministère de l'agriculture, de l'alimentation et de la protection des consommateurs.
Son domaine de compétence s'étend aux maladies infectieuses des animaux d’élevage.
Il répartit en fait son travail parmi douze établissements dispersés sur cinq zones géographiques.
1.	Sur l'île de Riems : quatre instituts travaillent sur la biologie moléculaire, le diagnostic en virologie, l'infectiologie et les maladies émergentes,
2.	À Tübingen : institut d’immunologie,
3.	À Wusterhausen : institut d’épidémiologie,
4.	À Iéna : instituts travaillant sur les infections et zoonoses bactériennes et sur la pathogénie moléculaire.
5.	À Mariensee : institut de génétique de l'élevage.
Il travaille notamment sur la grippe aviaire en tant que zoonose.